# Minuartia parnonia
Minuartia parnonia är en nejlikväxtart som först beskrevs av Georgia Kamari, och fick sitt nu gällande namn av Iatroú, Trigas och Kit Tan. Minuartia parnonia ingår i släktet nörlar, och familjen nejlikväxter. Inga underarter finns listade i Catalogue of Life.